# Иков, Андрей Михайлович
Андре́й Миха́йлович И́ков (10 апреля 1960, Москва) — российский трубач и музыкальный педагог, солист оркестра Большого театра, артист Госоркестра и Российского национального оркестра, преподаватель Московской консерватории, заслуженный артист Российской Федерации (2009), лауреат всероссийского и международного конкурса.

## Биография
Обучение музыке начал в Московской музыкальной школе № 1 им. С. С. Прокофьева (преподаватели В. Б. Кричевский и А. И. Базаров).
В 1978 году окончил Московскую Среднюю специальную музыкальную школу им. Гнесиных по классу трубы (класс преп. В. А. Шлепакова).
С 1980 по 1990 год работал в Государственном Академическом оркестре СССР п/у Евгения Светланова.
В 1983 году окончил Московскую Государственную консерваторию им. Чайковского (класс проф. Г. А. Орвида и Л. В. Володина).
C 1990 по 2002 год — в Российском Национальном оркестре п/у Михаила Плетнёва. С 2002 года — солист оркестра Большого театра России.
В период с 1988 по 1989 год преподавал в Музыкальном училище им. Гнесиных, с 1989 по 1996 в Московской Средней Специальной школе им. Гнесиных. Среди его выпускников — лауреат международных конкурсов Д. Локаленков и солист Большого симфонического оркестра им. П. И. Чайковского Ю. Архангельский.
С 2008 — преподаватель Московской Государственной Консерватории им. П. И. Чайковского.

## Награды и звания
- Лауреат III премии Всесоюзного конкурса музыкантов — исполнителей на духовых инструментах (1980)
- Лауреат I премии Международного конкурса «Пражская Весна» (1982)
- Заслуженный артист Российской Федерации (2009)[1]